# Volkswagen Polo 5
Volkswagen Polo 5 це п'яте покоління компактних хетчбеків Polo, які випускається концерном Volkswagen з 1975 р.

## Опис

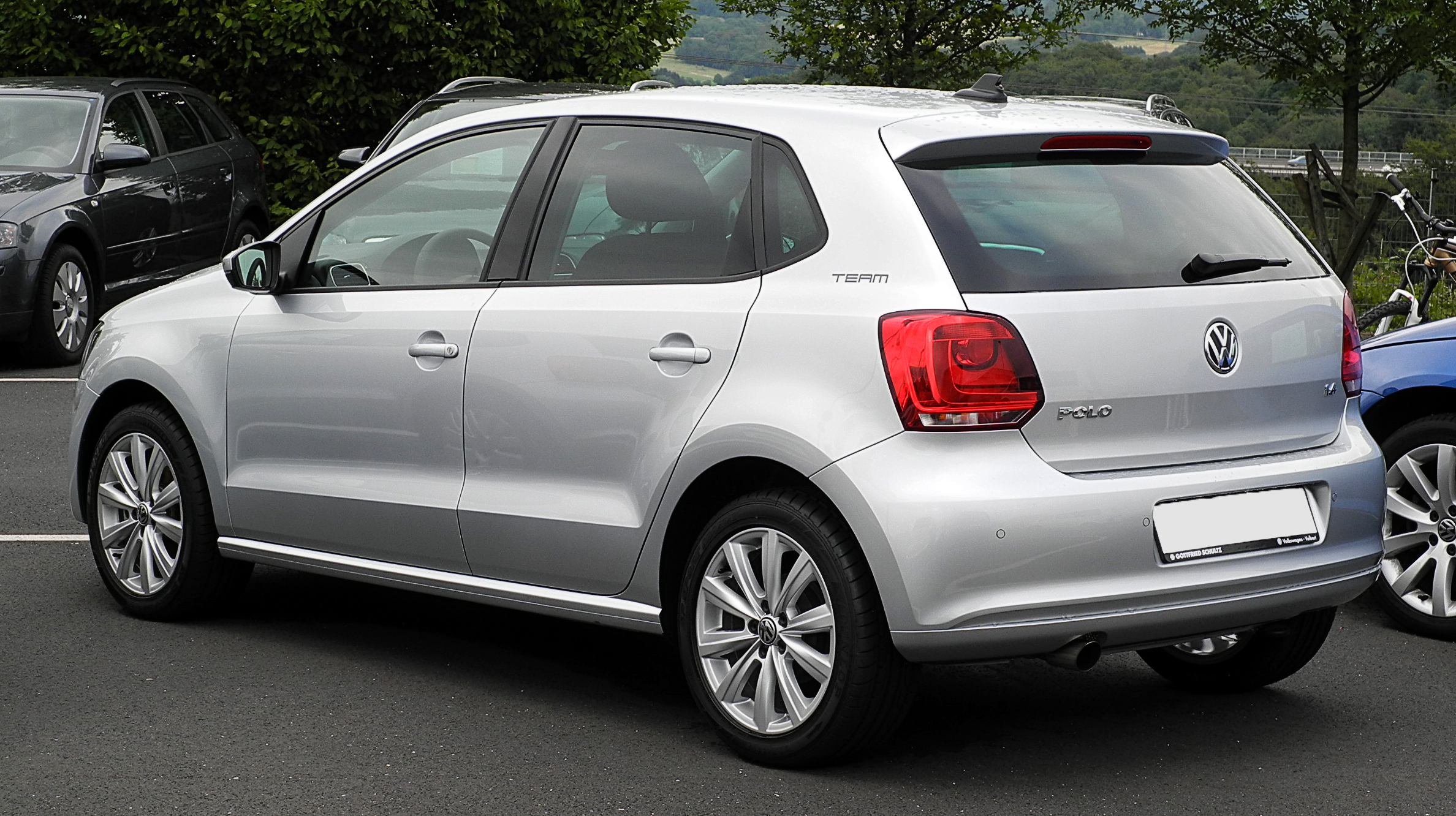
Volkswagen Polo 5 5дв. (2009-2014)

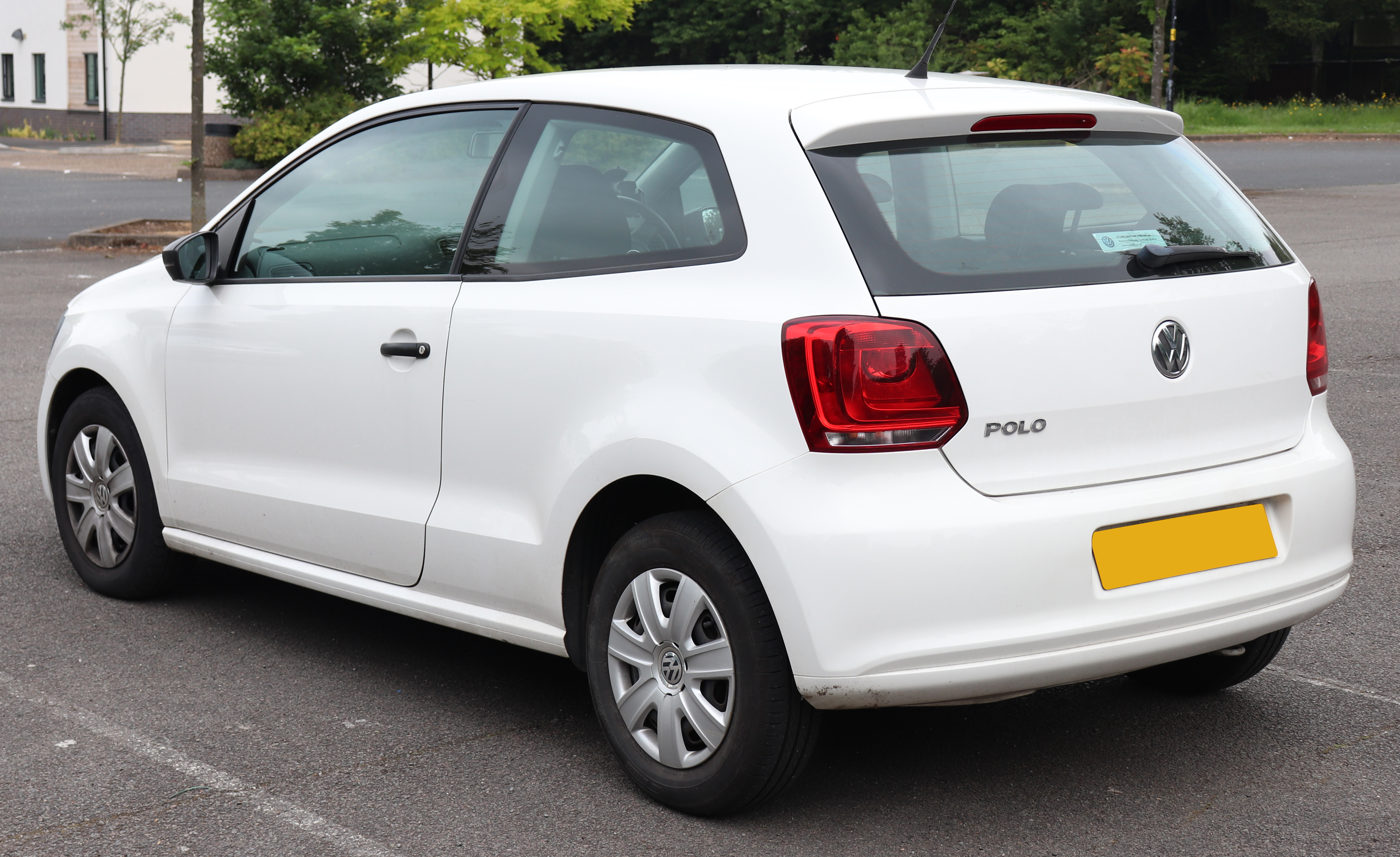
Volkswagen Polo 5 3дв. (2009-2014)

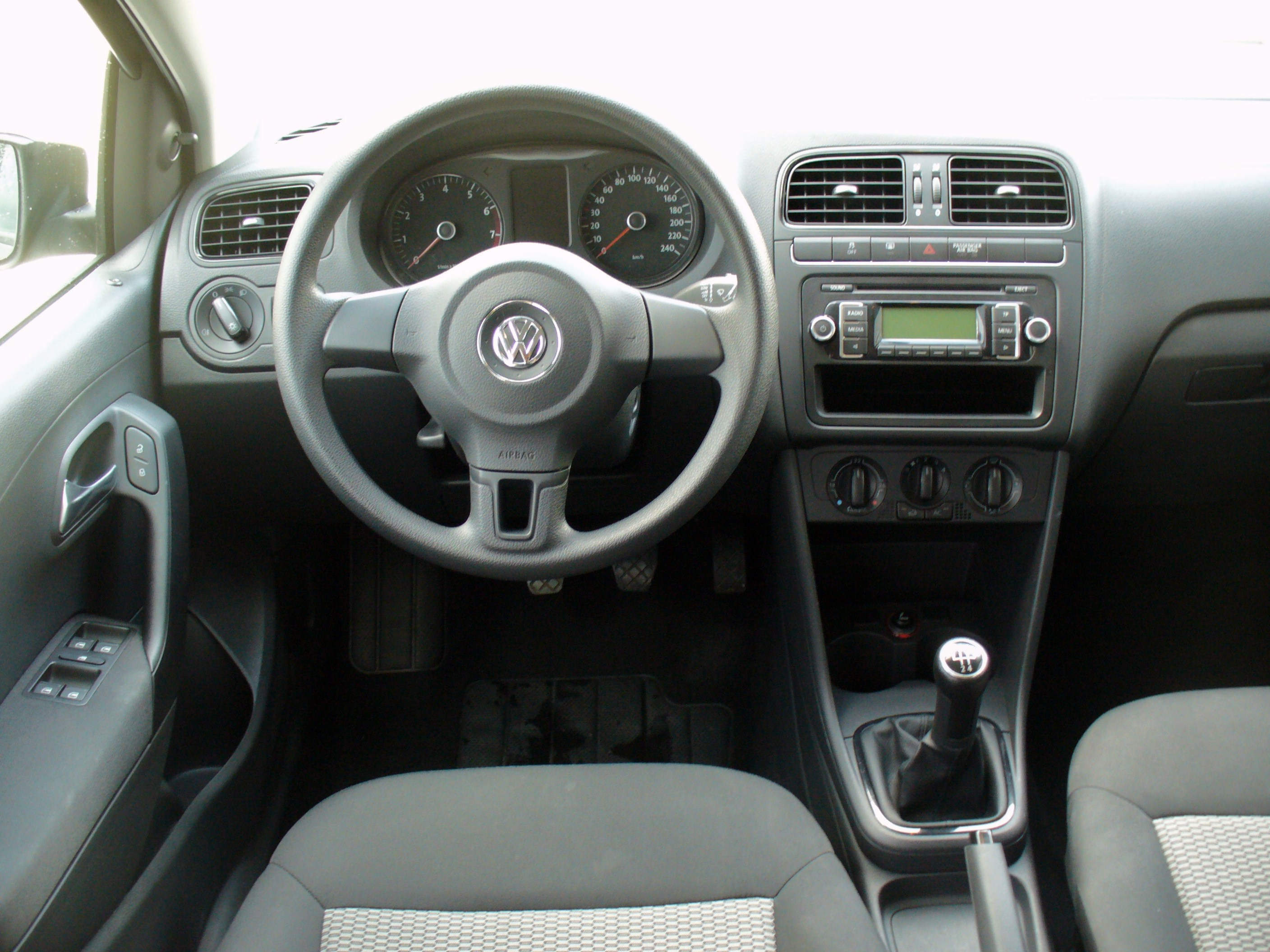
Volkswagen Polo 5 вигляд салону

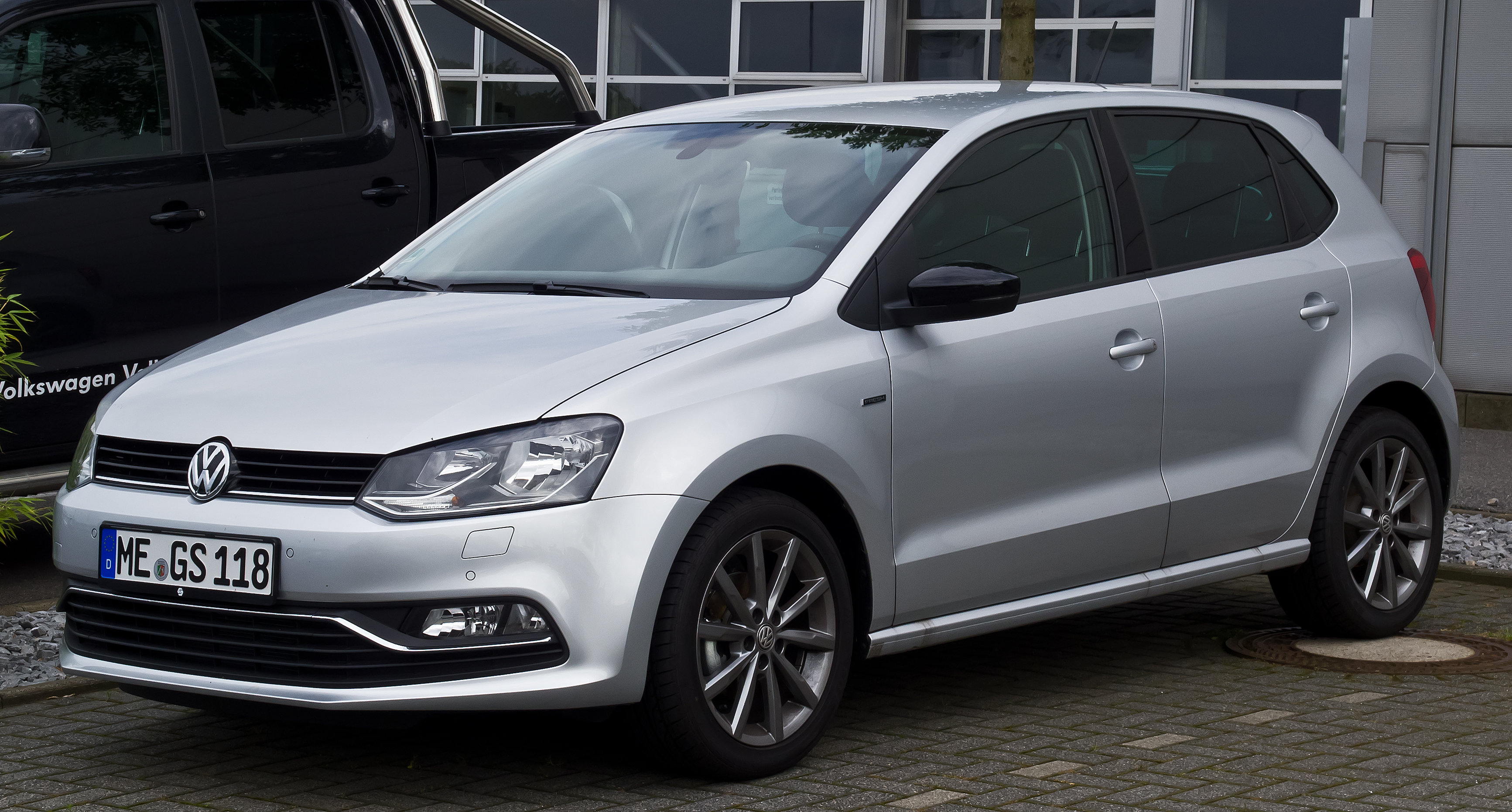
Volkswagen Polo 5 3дв. (з 2014)

Volkswagen Polo 5 (тип 6R) можна було замовити з 5 березня 2009 року. Виробництво розпочалося в кінці березня 2009 року. Перші автомобілі були поставлені клієнтам в червні 2009 року.
Технічно Polo V (тип 6R) базується на тій же платформі	Volkswagen Group PQ25, що і Audi A1 8X та SEAT Ibiza 6J. Він довший, ширший і нижчий за попередню модель. Багажник вміщує 280 літрів у стандартній комплектації та може бути збільшений до 952 літрів, відкинувши заднє сидіння. Форма Polo сильно подібна на Volkswagen Golf 6, особливо в передній частині. 
Volkswagen Polo 5 став Європейським автомобілем 2010 року випередивши таких серйозних суперників як Toyota iQ та Opel Astra.
В 2014 році модель оновили, змінивши платформу на Volkswagen Group PQ26, зовнішній вигляд і оснащення. Автомобіль отримав позначення (тип 6C).

## Варіанти моделей

### CrossPolo

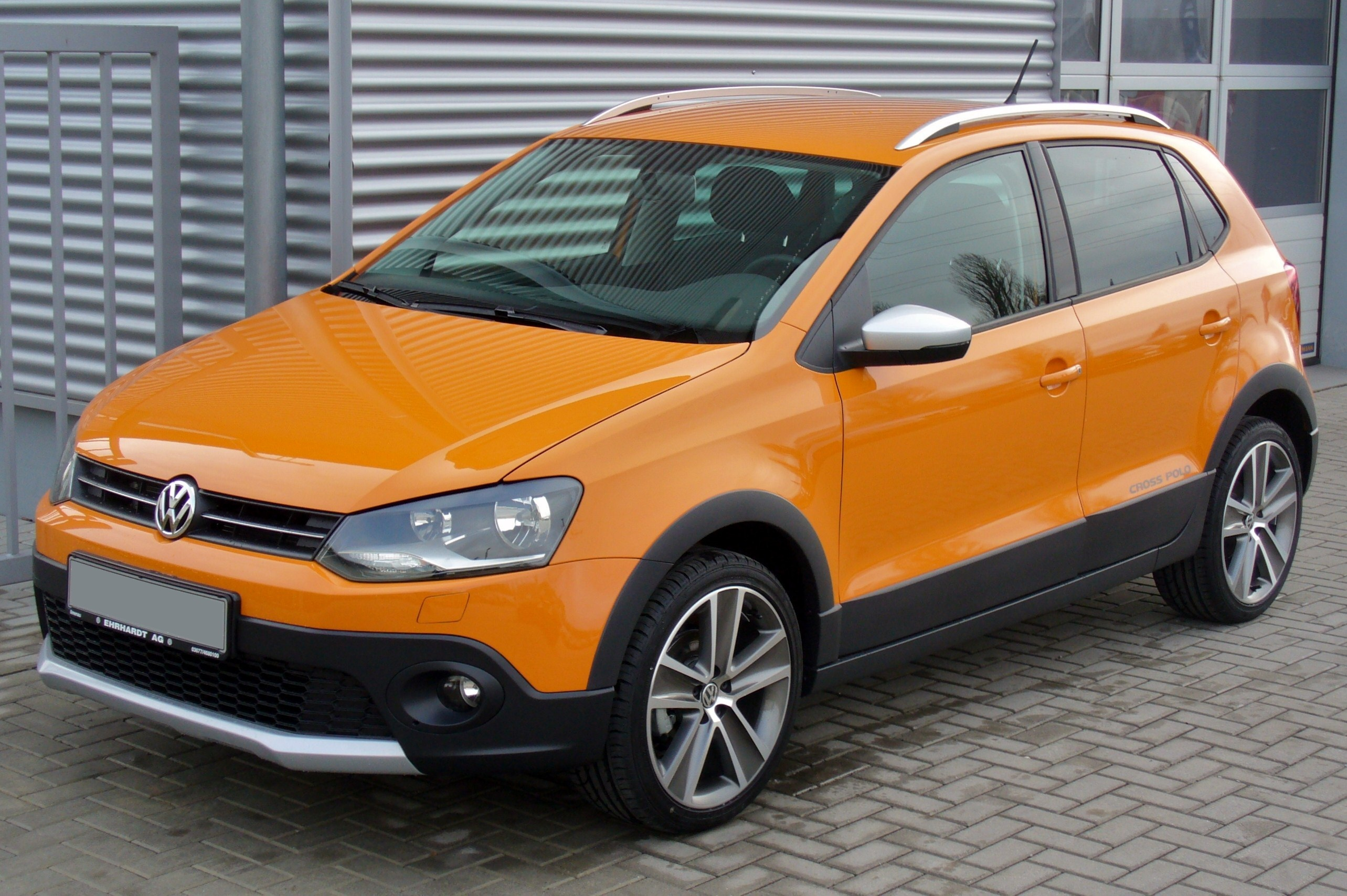
Volkswagen CrossPolo

Volkswagen CrossPolo повнопривідна «кросова» версія VW Polo. Представлена в березні 2010 року на Женевському автосалоні у вигляді 5-дверного хетчбека. Від звичайної версії Polo відрізняється позашляховими атрибутам в оформленні екстер'єру, наявністю леєрів на даху і 17-дюймовими колісними дисками. Автомобіль опоряджений бензиновими двигунами потужністю від 51 до 77 кВт і дизельними двигунами потужністю від 55 до 77 кВт. Кліренс на 15 мм більший від звичайної моделі. Модель представлена на ринку з кінця травня 2010 року.

### Polo GTI

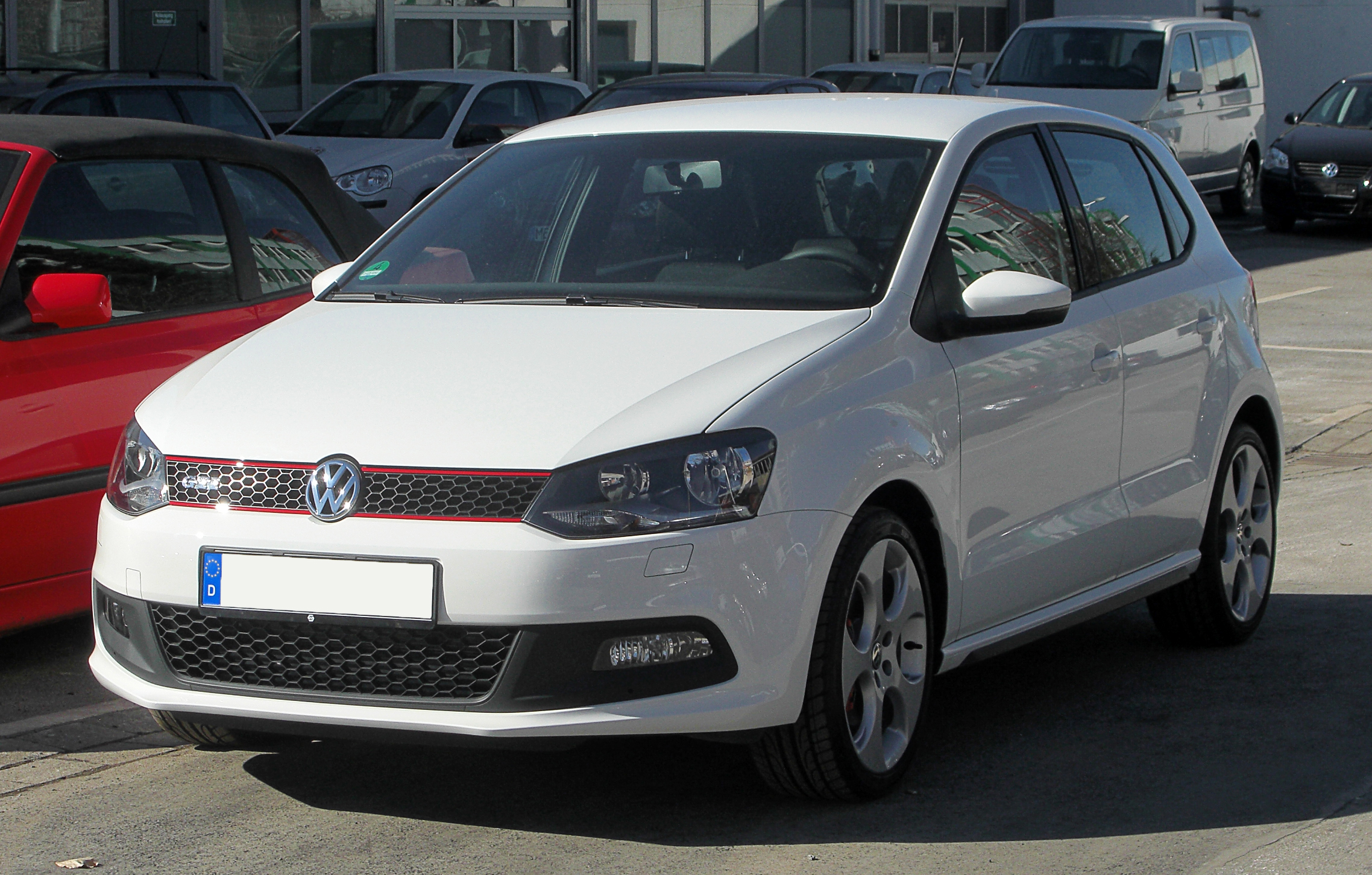
Volkswagen Polo 5 GTI

Volkswagen Polo GTI представлений разом з CrossPolo в березні 2010 року на Женевському автосалоні і продається з травня 2010 року. Автомобіль оснащується 1,4-літровим бензиновим двигуном TSI з турбонадувом і компресором, потужністю 132 кВт (180 к.с.), який передає крутний момент до ведучих коліс за допомогою 7-ступінчатої коробки передач. Автомобіль розганяється від 0 до 100 км/год 6,9 секунд і досягає максимальної швидкості 229 км/год. Середня витрата пального становить 5,9 літрів на 100 кілометрів пробігу. Викиди CO2 при цьому становлять 139 грам на кілометр.

### Polo R
Модель, яка випускається лімітованою серією в 2.500 екземплярів. 2,0-літровий турбований TSI-двигун має 220 к.с., що на 40 к.с. більше, ніж у традиційній спортивній модифікації GTI. Максимальна швидкість 243 км/год.

### Polo R WRC

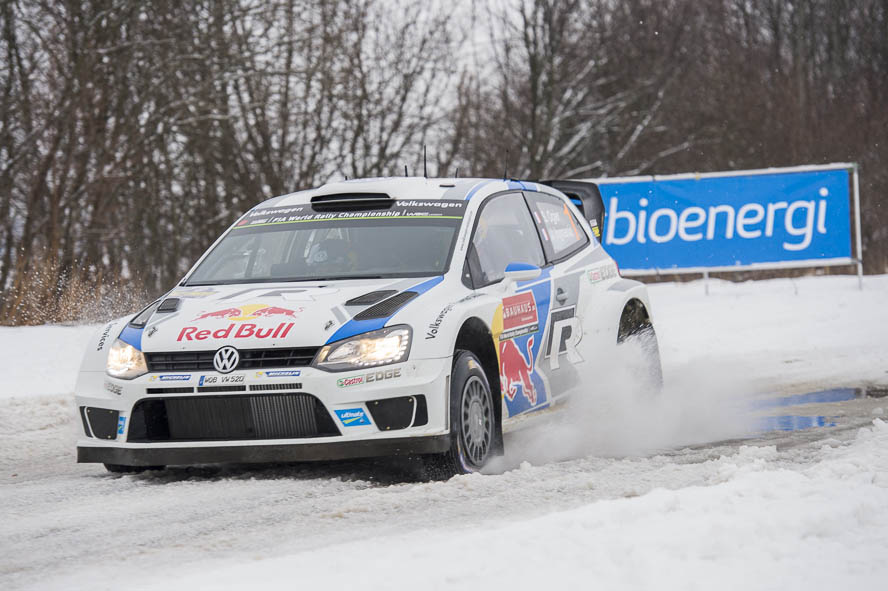
Себастьян Ожіє на ралі Швеції 2014 року на Volkswagen Polo R WRC

Окрема модель, створена для змагання з ралі, яка окрім деяких деталей кузова має дуже мало спільного з основними серійними модифікаціями Polo V.
Армований посилений 2-місний кузов. Вага пустого - 1200 кг.
Турбований двигун, об'ємом 1.600 см³. Потужність: 315 к.с. при 6000 об/хв або 425 Н·м при 5000 об/хв. Повний привід, 6-ступінчата секвентильна КПП. Колеса -  18" дюймів.
Прискорення 0 - 100 км/год за 3,9 с, або через 90 метрів розбігу.
Близько чотирьох кілограмів маси на кожну кінську силу - дозволяє порівнювати модель WRC з Porsche 911 S.

### Polo Sedan

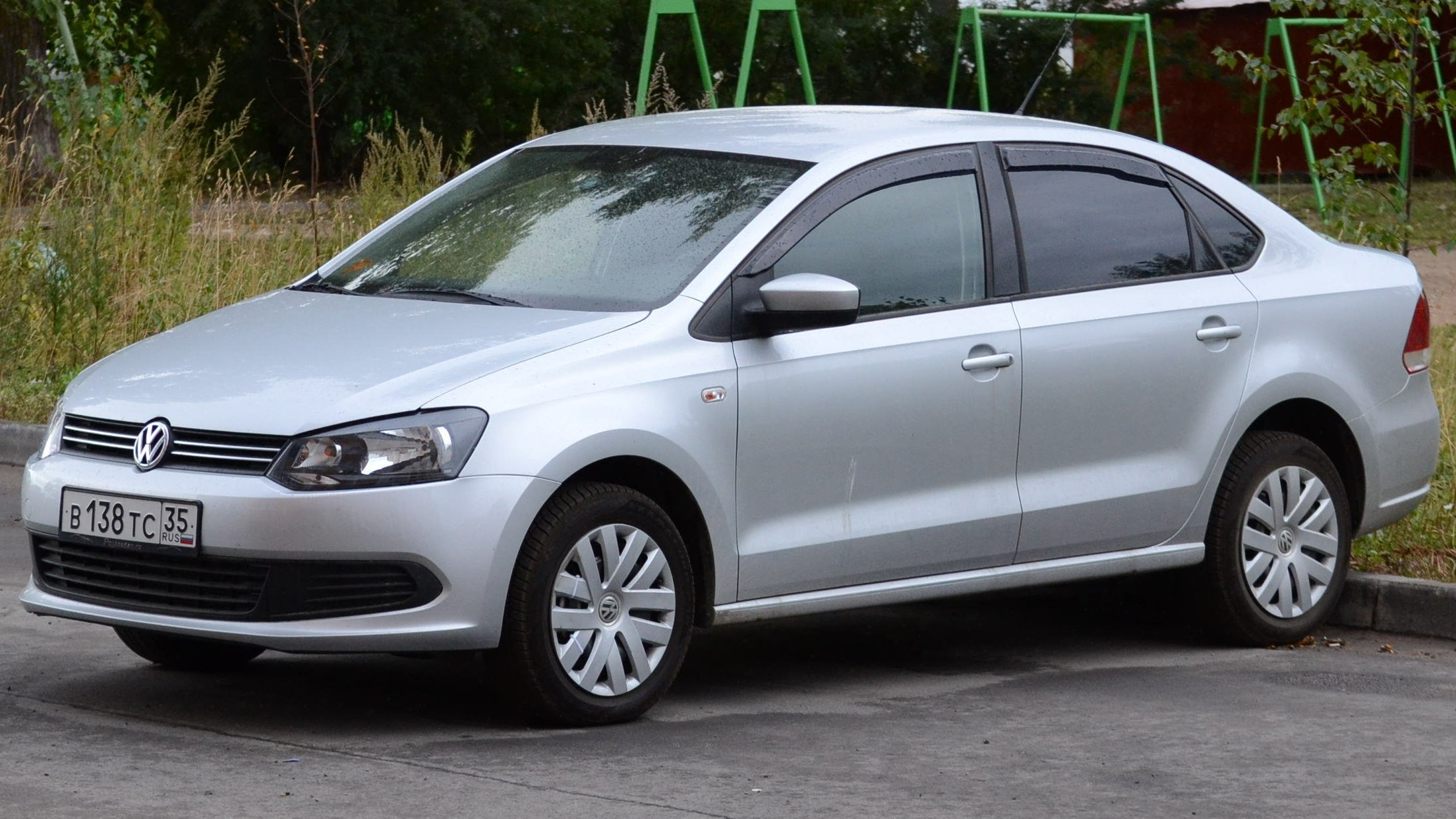
Volkswagen Polo 5 седан

2 червня 2010 року в Росії був представлений Volkswagen Polo Sedan, який побудований на збільшеній на 80 мм платформі хетчбека Volkswagen Polo 5. Єдиним силовим агрегатом є 1,6 літровий 16 клапанний бензиновий двигун потужністю 105 к.с. і крутним моментом 153 Нм, який відповідає нормам викидів Євро-4. На автомобіль ставиться або 5-ст. механічна КПП, або 6-ст. автоматична КПП.

## Двигуни
- 1.2L I3
- 1.2L I4 TSI
- 1.4L I4
- 1.4L I4 TSI
- 1.2L I3 TDI
- 1.2L I4 TDI BlueMotion
- 1.6L I4 TDI
- 1.6L I4 TDI BlueMotion
- 1.4L l3 TDI BlueMotion

## Результати з Краш-Тесту
| Зірки в Euro NCAP з Краш-тесту |

## Зноски
1. ↑  Компания VW рассекретила долгожданный бюджетный седан 02-06-2010
2. ↑  Weltpremiere II: Neuer CrossPolo rockt in der Kompaktklasse|hrsg 2010-03-26
3. ↑  Auf den Punkt: Der neue Polo GTI – extrem stark und äußerst sparsam 2010-05-11
4. ↑  Volkswagen представил народный российский седан [Архівовано 5 червня 2010 у Wayback Machine.] 02-06-2010
5. ↑  Volkswagen-Selbststudienprogramm Nr. 444: Der Polo 2010
6. ↑  Crash-Test Volkswagen Polo [Архівовано 31 травня 2013 у Wayback Machine.] (Euro NCAP 2009)